# Palazzo Corsini

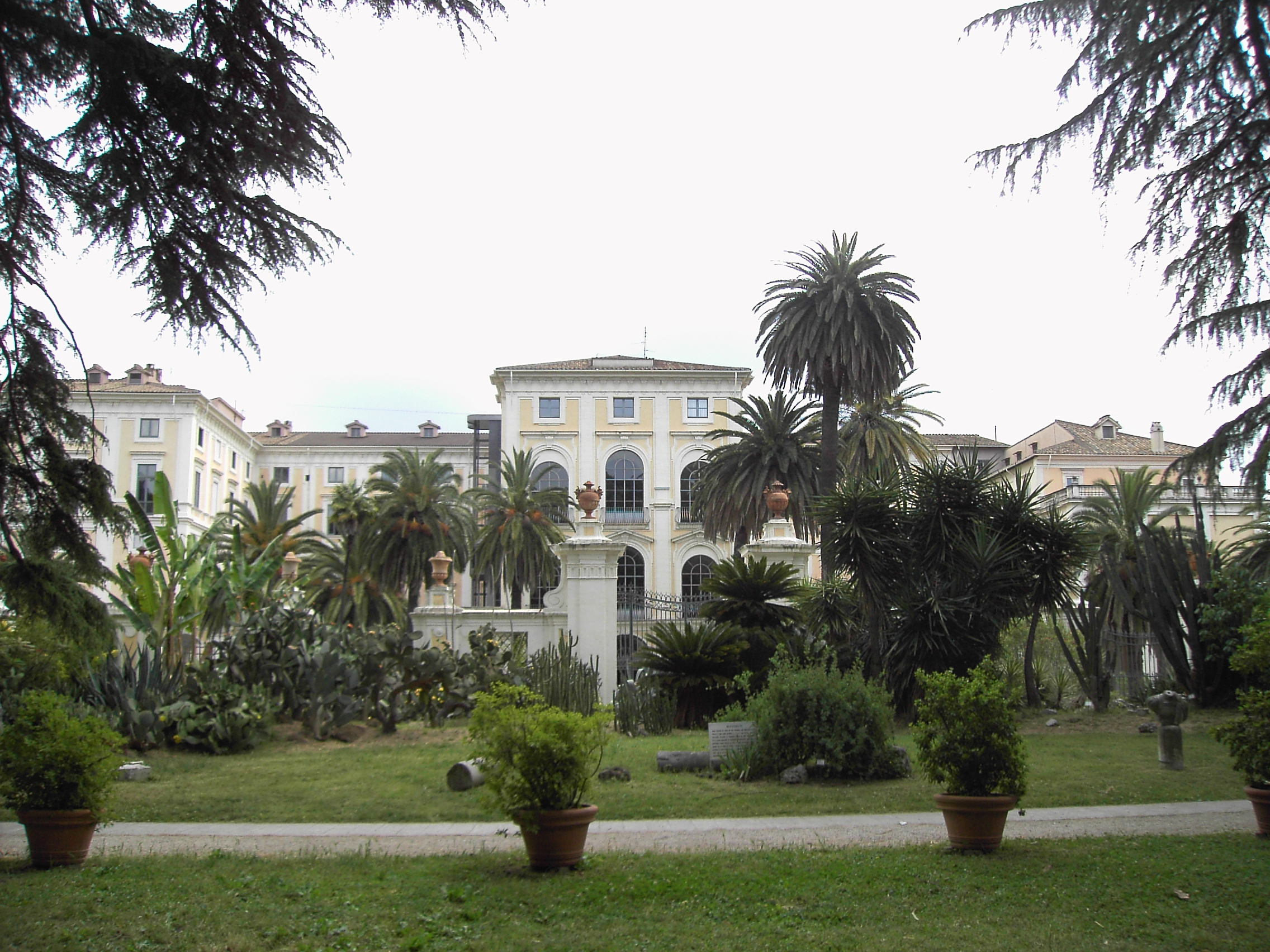
Frontansicht des Palazzo Corsini

Der Palazzo Corsini ist ein Palast in Rom.
Das Barockgebäude wurde von der Familie Corsini zwischen 1730 und 1740 umgebaut. Zuvor befand sich dort eine aus dem 15. Jahrhundert stammende Villa der Familie Riario, die durch Ferdinando Fuga gestaltet wurde. Dort wohnte die zum Katholizismus übergetretene schwedische Königin Christina. Hier fanden die ersten Versammlungen der Accademia dell’Arcadia statt. 1736 erwarb der aus Florenz stammende Kardinal Neri Maria Corsini, ein Neffe von Papst Clemens XII., den Palast und die Gartenanlagen. Das Fresko La Storia ordina al Tempo di scoprire la Verità in der Bibliothek stammt von Gregorio Guglielmi und wurde von Neri Corsini in Auftrag gegeben. Während der napoleonischen Besetzung in Rom war der Palast Unterkunft von Joseph Bonaparte. Im Palast sind gegenwärtig die Accademia Nazionale dei Lincei und die Gallerie Nazionali d’Arte Antica untergebracht. Die Gartenanlagen sind Teil des Botanischen Gartens Orto Botanica dell’Universita di Roma „La Sapienza“.

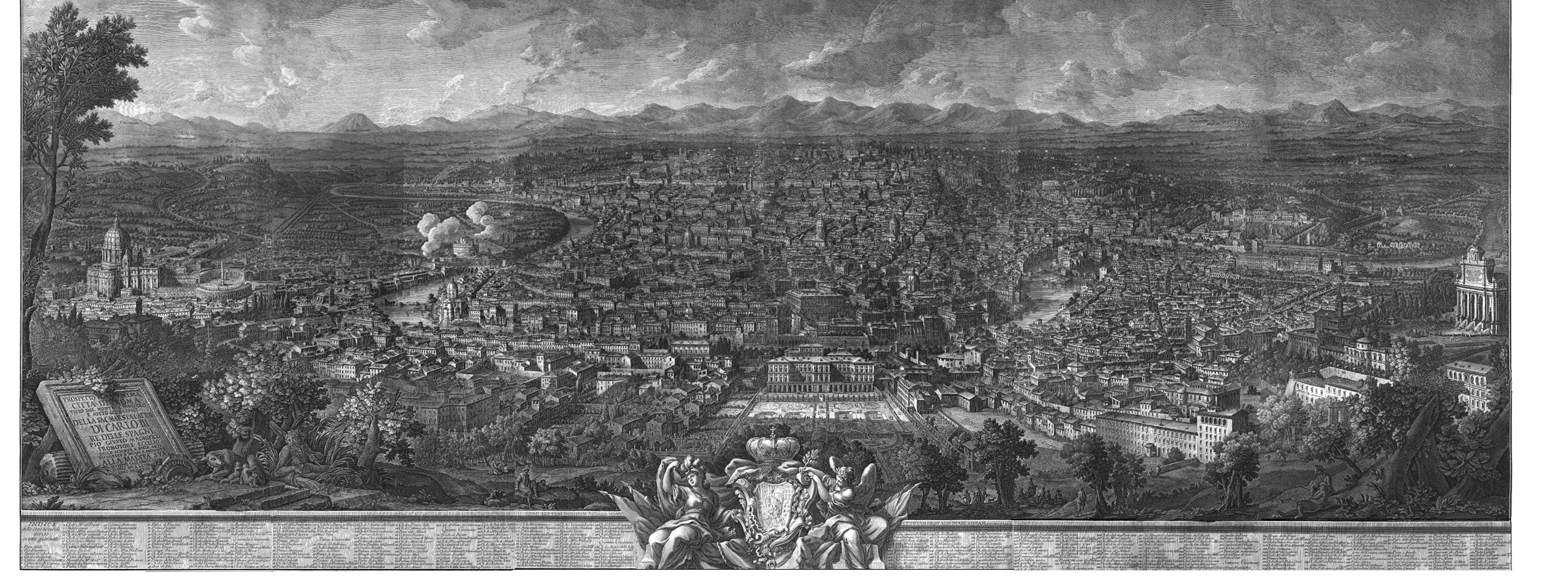
Blick auf Rom vom Hügel Gianicolo, von Giuseppe Vasi (im Zentrum befindet sich der Palazzo Corsini)